# Dufourea petraea
Dufourea petraea är en biart som beskrevs av Ebmer 1999. Dufourea petraea ingår i släktet solbin, och familjen vägbin. Inga underarter finns listade i Catalogue of Life.